# Езеп
Езеп (на старогръцки: Αἴσηπος, Aesepus, Aisepos) в древногръцката митология може да се отнася за:
- син на Океан и Тетида.[1] Речен бог. [2]

- син на наядата Абарбарея (дъщеря на предния Езеп) и Буколион (извънбрачен син на Лаомедонт).[3] Участва в Троянската война и е убит от Евриал, синът на Мекистей.